# Jus Publicum Europaeum
Lo Jus Publicum Europaeum o diritto pubblico europeo è un concetto politico del giurista tedesco Carl Schmitt, teorizzato nell'opera Der nomos der erde im völkerrecht des jus publicum europaeum (1950).
Esso designa il sistema internazionale europeo vigente prima dell'avvento del diritto di cittadinanza e del crollo dell'Ancien Régime. Dandosi un diritto pubblico, l'Europa ha potuto creare un proprio  nomos, una norma massima di controllo del mondo. In genere quest'epoca si fa corrispondere alla fase antecedente all'emergere della guerra rivoluzionaria, scaturita con la rivoluzione francese (1789), con la quale lo  Jus publicum inizia a incrinarsi, ma in realtà essa si dilata fino alla fine del XIX secolo e all'avvento della prima potenza planetaria extraeuropea, gli Stati Uniti d'America. 
Durante l'epoca dello Jus Publicum Europaeum, sostanzialmente nato con la pace di Westfalia e tenuto insieme tramite la valvola di sfogo costituita dal sistema coloniale nato a partire dal XVI secolo, la guerra tra gli Stati europei era delimitata al solo teatro europeo, venendo regolata tramite il ruolo della diplomazia e tramite una netta distinzione tra guerra e pace. 
Con la fine di tale equilibrio, ristabilito in maniera precaria con il Congresso di Vienna (1815) dopo le guerre napoleoniche, la guerra perse la sua naturale distinzione dalla pace, per dare vita a uno stato di conflitto civile permanente (una guerra civile internazionale), che si manifesterà platealmente con i due conflitti mondiali.